# Északi-Bakony
Északi-Bakony este o arie protejată (arie specială de conservare — SAC, sit de importanță comunitară — SCI, arie de protecție specială avifaunistică — SPA) din Ungaria întinsă pe o suprafață de 25.779,4 ha, integral pe uscat.

## Localizare
Centrul sitului Északi-Bakony este situat la coordonatele 47°15′35″N 17°44′57″E / 47.2597°N 17.7492°E.

## Înființare
Situl Északi-Bakony a fost declarat sit de importanță comunitară în mai 2004 pentru a proteja 3 specii de plante și 54 de specii de animale. Alte tipuri de protecție:
- arie de protecție specială avifaunistică (în mai 2004)[2]
- arie specială de conservare (în februarie 2010)[1][3][4]

## Biodiversitate
Situată în ecoregiunea panonică, aria protejată conține 19 habitate naturale: Pajiști panonice carstice (Stipo-Festucetalia pallentis), Mlaștini alcaline, Pajiști stepice subpanonice, Păduri panonice cu Quercus petraea și Carpinus betulus, Fânețe de joasă altitudine (Alopecurus pratensis, Sanguisorba officinalis), Liziere de ierburi înalte hidrofile de câmpie și de nivel montan până la alpin, Păduri de fag din Europa Centrală dezvoltate pe sol calcaros cu Cephalanthero-Fagion, Izvoare petrifiante cu formare de travertin (Cratoneurion), Păduri de fag Asperulo-Fagetum, Pajiști uscate seminaturale și facies de acoperire cu tufișuri pe substraturi calcaroase (Festuco-Brometalia) (* situri importante pentru orhidee), Păduri aluvionare cu Alnus glutinosa și Fraxinus excelsior (Alno-Padion, Alnion incanae, Salicion albae), Păduri panonice cu Quercus pubescens, Păduri pe pante, grohotișuri și ravene de Tilio-Acerion, Peșteri inaccesibile publicului, Păduri panonice-balcanice de stejar turcesc - stejar sesil, Dune continentale panonice, Stepe panonice nisipoase, Pajiști aluvionare inundabile, de Cnidion dubii, Fânețe montane.
La baza desemnării sitului se află mai multe specii protejate:
- plante (3): Himantoglossum adriaticum, sisinei (Pulsatilla grandis), Seseli leucospermum
- păsări (21): pescăruș albastru (Alcedo atthis), fâsă-de-câmp (Anthus campestris), acvilă de câmp (Aquila heliaca), caprimulg (Caprimulgus europaeus), barză neagră (Ciconia nigra), șerpar (Circaetus gallicus), porumbel de scorbură (Columba oenas), ciocănitoare cu spate alb (Dendrocopos leucotos), ciocănitoarea de stejar (Dendrocopos medius), ciocănitoare de grădină (Dendrocopos syriacus), ciocănitoare neagră (Dryocopus martius), șoim călător (Falco peregrinus), muscar-gulerat (Ficedula albicollis), muscar (Ficedula parva), codalb (Haliaeetus albicilla), sfrâncioc roșiatic (Lanius collurio), ciocârlie de pădure (Lullula arborea), codobatură de munte (Motacilla cinerea), viespar (Pernis apivorus), ciocănitoare verzuie (Picus canus), silvie porumbacă (Sylvia nisoria)
- amfibieni (2): buhai de baltă cu burta roșie (Bombina bombina), izvoraș-cu-burta-galbenă (Bombina variegata)
- mamifere (10): liliac cârn (Barbastella barbastellus), vidră de râu (Lutra lutra), liliac cu aripi lungi (Miniopterus schreibersii), liliac cu urechi mari (Myotis bechsteinii), liliac cu urechi de șoarece (Myotis blythii), liliac de iaz (Myotis dasycneme), liliac cărămiziu (Myotis emarginatus), liliac comun (Myotis myotis), liliacul mare cu potcoavă (Rhinolophus ferrumequinum), liliacul mic cu potcoavă (Rhinolophus hipposideros)
- nevertebrate (19): Austropotamobius torrentium, croitorul mare al stejarului (Cerambyx cerdo), Coenagrion ornatum, Cordulegaster heros, Cucujus cinnaberinus, fluturele de noapte (Eriogaster catax), fluturele auriu (Euphydryas aurinia), Euplagia quadripunctaria, Hypodryas maturna, rădașcă (Lucanus cervus), fluturele purpuriu (Lycaena dispar), phengaris nausithous (Maculinea nausithous), Maculinea teleius, croitorul cenușiu al stejarului (Morimus funereus), Ophiogomphus cecilia, gândacul de apă (Rhysodes sulcatus), Rosalia alpina, Vertigo angustior, Vertigo moulinsiana
- pești (2): romanogobio albipinnatus (Gobio albipinnatus), boarță (Rhodeus amarus)

Pe lângă speciile protejate, pe teritoriul sitului au mai fost identificate 2 specii de plante.